# Renault Trucks T
Il Renault Trucks T è un autocarro e trattore stradale prodotto da Renault Trucks a partire dal 2013 per sostituire il Renault Magnum. Esso appartiene alla categoria degli autocarri con masse totali da 18 a 44 t.

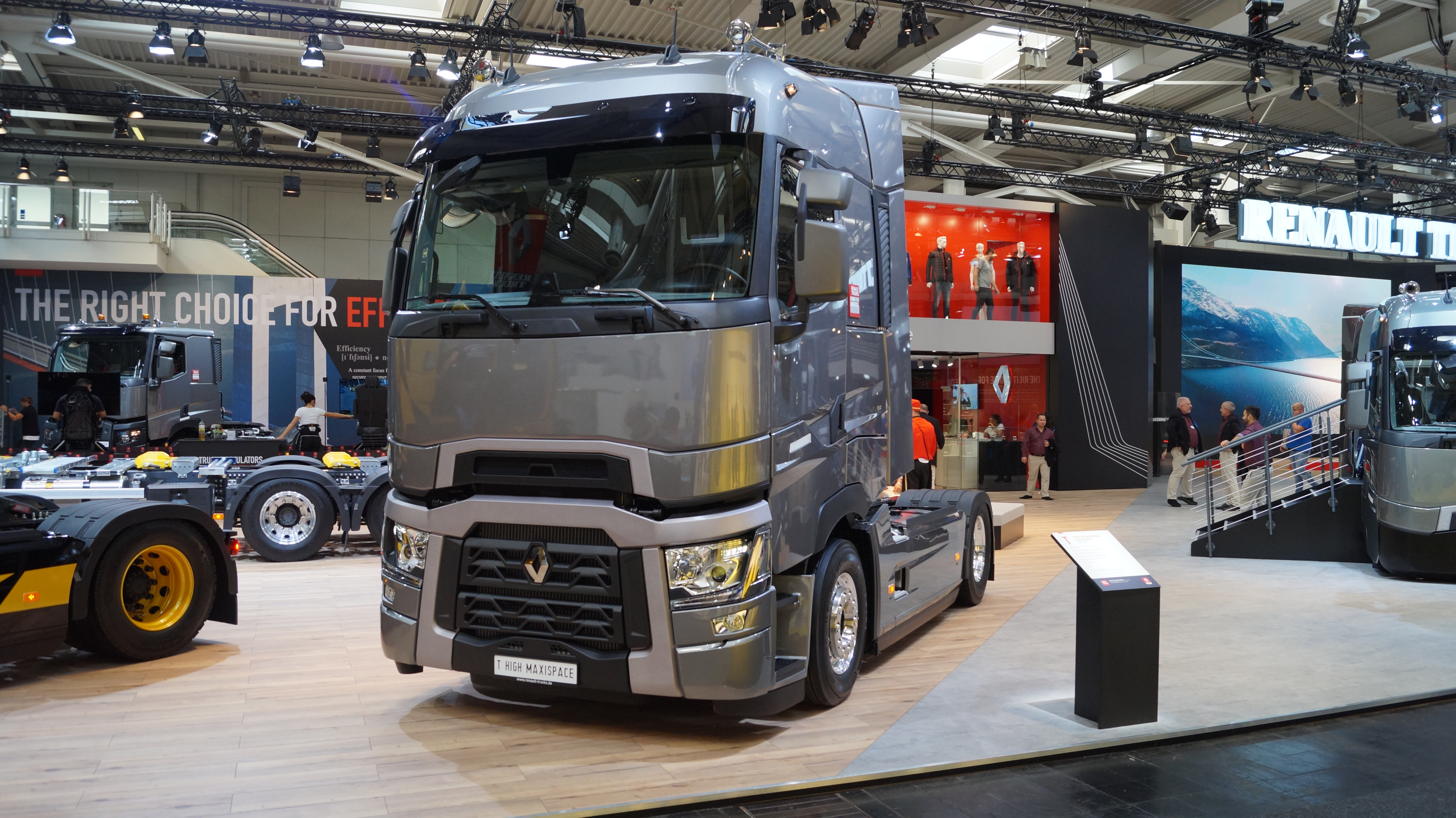

## Caratteristiche

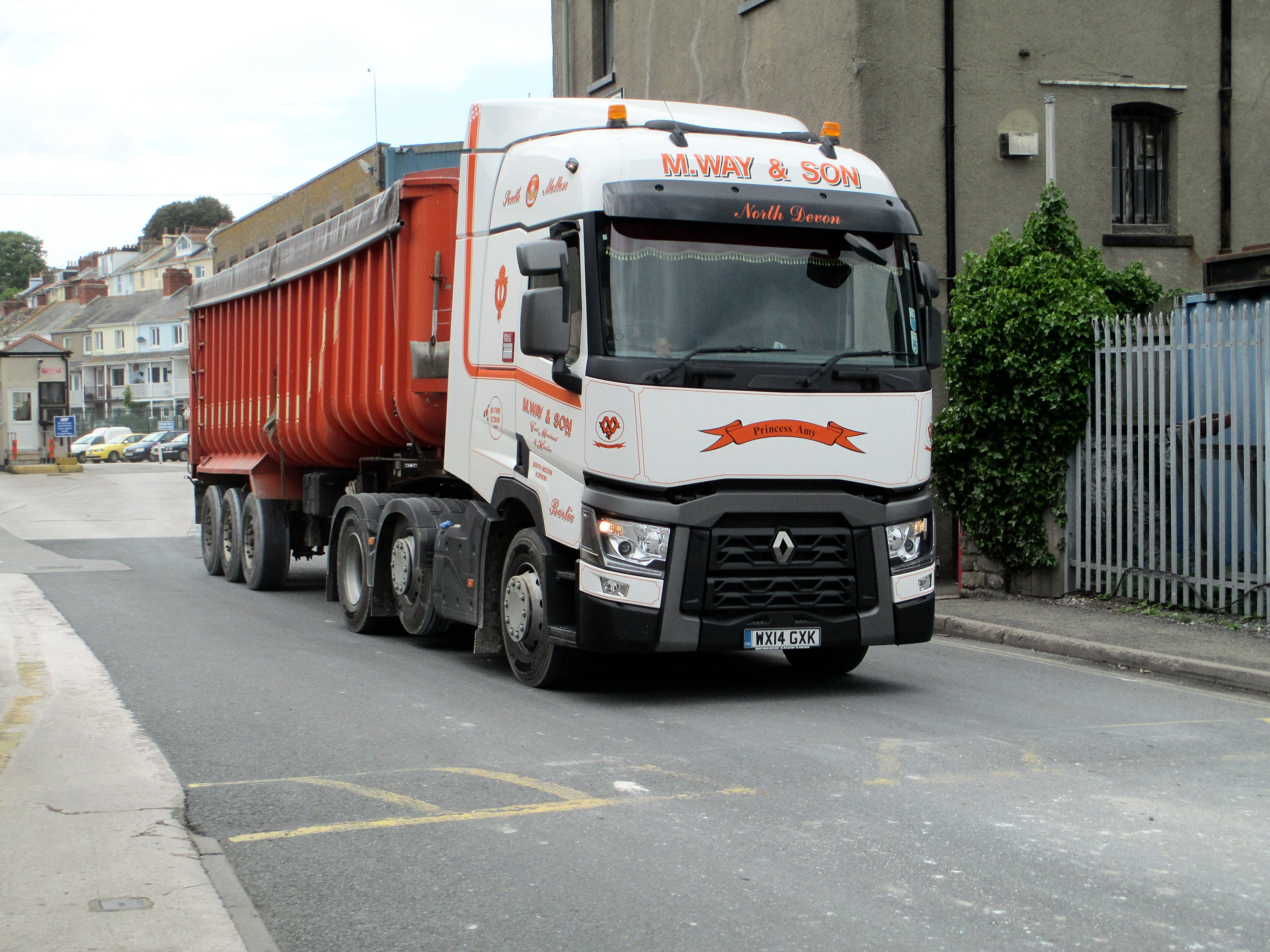
Renault Trucks T con rimorchio

La serie del Renault T, è stata riprogettata in concomitanza all'obbligatorietà degli standard Euro 6, utilizzando alcune parti della meccanica del Volvo FH. Le modifiche apportate, come il miglioramento del coefficiente di resistere aerodinamica fino al 12% e l'inclinazione del parabrezza di 12 gradi, hanno permesso la riduzione dei consumi di carburante. Inoltre, oltre ad un'aerodinamica migliorata rispetto al predecessore e nuove caratteristiche dedicate al comfort e alla sicurezza, è stata introdotta di serie la trasmissione automatica robotizzata Optidriver. 
Pur utilizzando alcune parti comuni della nuova serie Volvo FH, il design prende come ispirazione alcuni elementi del Renault Magnum che va a sostituire, con un'area della griglia frontale ispirata a un nastro trasportatore e un'area della cabina dal design completamente unico, progettata per adattarsi alle lunghe distanze percorse dai camionisti.
La cabina della nuova gamma Renault Trucks T è stata sviluppata in quattro nuove configurazioni: 
- Day Cab: cabina corta, tetto standard, tunnel da 200 mm, senza letto.
- Night & Day Cab: cabina profonda, tetto standard,  tunnel 200 mm, letto basso.
- Sleeper Cab: cabina profonda, tetto sopraelevato, tunnel 200 mm, letto basso con optional letto alto.
- High Sleeper Cab: cabina profonda, tetto sopraelevato, pavimento piano, due letti.

## Motorizzazioni
L'autocarro è dotato di due motori a sei cilindri in linea Euro VI, il primo chiamato 11 DTI 11 L (con una potenza di 380, 430 e 460 CV) e il secondo chiamato 13 DTI 13 L (440, 480 e 520 CV).
La gamma Renault Trucks T presenta le seguenti motorizzazioni:

### Motori DTI 11
- 279 kW (380 CV)
- 316 kW (430 CV)
- 338 kW (460 CV)

### Motori DTI 13
- 324 kW (440 CV)
- 353 kW (480 CV)
- 382 kW (520 CV)

## Riconoscimenti
Il 23 settembre 2014, il Renault Trucks T ha vinto il premio International Truck of the Year 2015.